# تهيئة لإعادة التوجيه
التهيئة لإعادة التوجيه بالإنجليزية (Cooling Out)هي عبارة عن مجموعة من الممارسات غير الرسمية تستخدمها الكليات، وبصفة خاصة، المتوسطة، لمدة عامين وكليات المجتمع من أجل التعامل مع الطلاب الذين حال افتقارهم للقدرة الأكاديمية أو غيرها من الموارد دون تحقيق الأهداف التعليمية التي وضعوها لأنفسهم مثل الحصول على درجة البكالوريوس على سبيل المثال. والغرض من التهيئة لإعادة التوجيه هو تشجيع الطلاب على تعديل تطلعاتهم أو إعادة تعريف الفشل. وتعد هذه الممارسات على النقيض من «الإحماء»، حيث يتم تشجيع الطلاب الذين يتطلعون إلى الأهداف التعليمية الأسهل من أجل الوصول إلى درجة أعلى من الطموح.

## معلومات تاريخية
وفقًا لمقال بيرتون آر كلارك (Burton R. Clark) عام 1960 «وظيفة التهيئة لإعادة التوجيه في التعليم العالي» (Cooling-Out Function in Higher Education)، وقد استخدم إيرفينج جوفمان (Erving Goffman) المصطلح لأول مرة في عام 1952 في مقال تحت عنوان «رسم حدود التهيئة لإعادة التوجيه: بعض أوجه التكيف مع الفشل» (Cooling the Mark Out: Some Aspects of Adaptation to Failure)  استخدم جوفمان هذا المصطلح لوصف ممارسة خداع الثقة (أو ابتزاز المال بالخداع)، ولكن كلاك أشار إلى أنها كانت مهمة التعليم العالي الشرعية أن يقوم تدريجيًا بتحويل تركيز الطلاب من الأهداف غير القابلة للتحقيق إلى الإنجازات الممكنة أو من أجل تخفيف وطأة الفشل فيما يتعلق بالأهداف التي لم يتمكنوا من تحقيقها. من بين أساليب التهيئة لإعادة التوجيه، الطلاب الذين لم يحققوا إنجازًا جيدًا قبل دخول الاختبار أو الذين لم يؤدوا بشكل جيد في الفصل الدراسي فربما يمكن القيام بإعادة التركيز على المقررات الدراسية العلاجية وتقديم المشورة والتخطيط المهني. وقد يستخدم التجريب الأكاديمي لتشجيع الطلاب على قبول إعادة التركيز الأكاديمي.
في عام 2002 أشار المنظران ريجينا ديل آمين (Regina Deil-Amen) وجيمس إي روزنبام (James E. Rosenbaum) إلى أنه يتم تشجيع الطلاب في العديد من المدارس على قبول مفهوم أن الكلية متاحة للجميع وقاما بتعريف مصطلح «التهيئة لإعادة التوجيه» بوصفه «العملية التي تقوم بها الكليات لحث الطلاب على التعرف على أوجه القصور الأكاديمي لديهم والتقليل من تطلعاتهم»، مشيران إلى أنه «قد يمكن أيضًا استخدام عملية التهيئة لإعادة التوجيه لوصف الوسائل التي من خلالها تقوم كليات المجتمع بجعل الطلاب يقللون من تطلعاتهم العالية غير الواقعية من أجل الحصول على درجة البكالوريوس وأن يسعوا للحصول على درجة علمية لمدة عام أو عامين في البرامج المهنية أو التطبيقية.» وقد أشارا إلى أنه يتعين على المعلمين والإداريين الذين لديهم معرفة ودراية بقدرات الطالب المحتملة البدء في تطبيق عملية التهيئة لإعادة التوجيه في السنوات الأخيرة من المدرسة الثانوية.
إن الدراسة التي أجريت في عام 2009 على عملية التهيئة لإعادة التوجيه في كليات المجتمع - والتي اقتصرت فقط على تلك الحالات التي اتخذت شكل الحد من طموح الطالب نحو الحصول على درجة علمية عبر الدراسة لأربعة أعوام إلى درجة علمية عبر الدراسة لعامين أو هدف أدنى - قد توصلت إلى وجود تأثير كبير لهذه العملية على حياة الطالب، مع نسبة تصل إلى 21.6% من الطلاب الذين شملتهم الدراسة قد قلصت أهدافهم، وقد تساعد أيضًا على الحيلولة دون تركهم للدراسة.

## التحيز في التطبيق
في «وظيفة المنهج الدراسي الخفي» (The Functioning of the Hidden Curriculum)، يشير كل من إي مارجوليز (E. Margolis) وإم روميرو (M. Romero) إلى أنه قد يمكن أيضًا تطبيق عملية التهيئة لإعادة التوجيه على الطلاب الذين تعد أهدافهم التعليمية غير واقعية بسبب عوامل أخرى غير القدرة الأكاديمية، مثل نقص الموارد المالية. وقد زعما بأن عملية «التهيئة لإعادة التوجيه» قد استخدمت مع الطلاب من أعراق مختلفة ومع النساء، وقد خلصا إلى أنه «كلما قل رأس المال الذي يجلبه الطالب في عملية التخرج، زاد تأثير عملية [التهيئة لإعادة التوجيه] على الخبرة التعليمية لهذا الطالب.»

## وصلات خارجية
- Article on Cooling Out
- Sociology of Education article on Cooling Out
- Goffman article on "Cooling the Mark Out"